# Rocco Buttiglione
‎
Rocco Buttiglione, italijanski pravnik, politik, akademik in filozof, * 6. junij 1948, Galipoli, Italija.
Trenutno je minister za evropske zadeve Italije in profesor političnih znanosti na Univerzi Svetega Pija V. v Rimu.
Je član Evropske akademije znanosti in umetnosti.